# El fluir
El Fluir es el quinto álbum de estudio del grupo de rock mexicano La Barranca.  La ejecución de los instrumentos fue grabada simultáneamente, en los estudios El Cielo, en Monterrey, para después grabar voces en El Potrero, en Yautepec, Morelos.
El disco está basado en guitarras, bajo, batería y voz; y  a diferencia de los discos anteriores se realizó sin programaciones secuencias, sampleos o sintetizadores. Así, Sin embargo, también continúa con el estilo que la banda había delineado en álbumes previos, como la mezcla de música latina con rock.
El primer sencillo del álbum fue Pare de sufrir, para el que se produjo un video promocional. Además, El Fluir es el primer disco del grupo editado en Estados Unidos después de Tempestad (1997); esta edición incluye dos pistas adicionales, un tema inédito titulado «El Asombro» y el video oficial del primer sencillo.

## Lista de canciones
| N.º   | Título                                                      | Escritor(es)         | Duración |  |
| 1.    | «Dormir sin miedo»                                          | José Manuel Aguilera | 3:14     |  |
| 2.    | «Por donde pasas»                                           | Aguilera             | 4:13     |  |
| 3.    | «El fluir»                                                  | Aguilera             | 3:52     |  |
| 4.    | «Zafiro»                                                    | Aguilera             | 3:57     |  |
| 5.    | «Pare de sufrir»                                            | Aguilera             | 3:03     |  |
| 6.    | «Una tarde en la vida»                                      | Aguilera             | 3:28     |  |
| 7.    | «Usumacinta»                                                | Aguilera, Otaola     | 3:48     |  |
| 8.    | «Ser un destello»                                           | Aguilera, Otaola     | 2:58     |  |
| 9.    | «Cinturón de Orión»                                         | Aguilera             | 3:46     |  |
| 10.   | «Río»                                                       | Alejandro Otaola     | 2:25     |  |
| 11.   | «Hendrix»                                                   | Aguilera             | 4:48     |  |
| 12.   | «Si acaso hay vida»                                         | Aguilera, Otaola     | 4:50     |  |
| 13.   | «El asombro» (Pista adicional en la versión de EE. UU.)     | Aguilera             | 3:15     |  |
| 14.   | «Pare de sufrir» (Vídeo adicional en la versión de EE. UU.) | Aguilera             | 3:03     |  |
| 50:16 |                                                             |                      |          |  |

## Músicos
- José Manuel Aguilera: Guitarra y voz
- Alejandro Otaola: Guitarra
- Alonso Arreola: Bajo
- José María Arreola: Batería